# بيت حمزة (همدان)

تعديل مصدري - تعديل

بيت حمزة هي إحدى قرى عزلة ربع همدان بمديرية همدان التابعة لمحافظة صنعاء، يبلغ تعداد سكانها 159 نسمة حسب تعداد اليمن لعام 2004.